# Tautoneura panthera
Tautoneura panthera är en insektsart som beskrevs av Irena Dworakowska 1994. Tautoneura panthera ingår i släktet Tautoneura och familjen dvärgstritar. Inga underarter finns listade i Catalogue of Life.